# Хамелеон Мелера
Хамелео́н Ме́лера (Trioceros melleri) — представник роду Trioceros з родини Хамелеонів, найбільший з африканських хамелеонів.

## Опис
Середня довжина цього хамелеона становить 55-60 см, хоча зустрічаються особини довжиною 76 см. Тулуб та хвіст мають малюнок з широких вертикальних смуг, колір яких залежить від стану тварини. Усе тіло вкрито темними цятками різного розміру. На голові розташовується шолом, стиснутий з боків та притиснутий до тулуба, а по спині і хвосту проходить широкий — до 3 см — хвилястий шкірястий гребінь. Хвіст дуже довгий, до половини довжини тіла. Самці і самки не відрізняються один від одного на вигляд, проте у дорослих самок довжина тіла дещо більша, в середньому на 4 — 5 см.

## Спосіб життя
Полюбляє передгір'я, велику частину часу проводячи високо у кронах дерев. Хамелеон Мелера є активним вдень. Живиться комахами, павуками, черв'яками, дрібними ящірками, невеликими птахами.
Це яйцекладна ящірка. Самиця відкладає до 80 яєць.

## Розповсюдження
Мешкає у Танзанії, Мозамбіку, Малаві.